# Phtheochroa noctivaga
Phtheochroa noctivaga es una especie de polilla de la familia Tortricidae. 

## Distribución
Se encuentra en Nuevo León, México.